# Mchewek
 (février 2010).
Si vous disposez d'ouvrages ou d'articles de référence ou si vous connaissez des sites web de qualité traitant du thème abordé ici, merci de compléter l'article en donnant les références utiles à sa vérifiabilité et en les liant à la section « Notes et références ».
Le mchewek, ou m'chewek, est une pâtisserie traditionnelle raffinée, sans farine, typique de la ville d'Alger qui signifie, en argot algérois, « épineux ».

## Description
Gâteau phare de la capitale algérienne avec le tcharak, le mchewek est une sorte de petit four en forme de petit rocher, à base de poudre d'amandes mélangée à des œufs et du sucre, parfumée au zeste de citron ou à la vanille. La préparation est enrobée dans des amandes émondées, concassées ou effilées, plaquées comme des écailles, donnant ainsi un aspect épineux à ce gâteau, d'où son nom en arabe algérien, mchewek.
Mchewek ou mshewek est parfois francisé mcheouek. 
Pour le décor, une cerise rouge confite ou une amande surmonte le gâteau, rappelant ainsi le passé ottoman de la ville et le raffinement typique de ses douceurs.

## Ingrédients
Pour la pâte d'amande : amandes hachées, sucre fin, zeste de citron, vanille en poudre ou en extrait, œuf entier (blanc et jaune d’œuf). Pour l'enrobage : amandes effilées, eau de fleur d'oranger, blanc d’œuf, cerises confites.

## Tradition
Il est d'usage de le servir lors des grandes fêtes familiales (fiançailles, mariages, naissances) et pendant la fête de Aïd al-Fitr.

## Variantes
Le vrai mchewek est toujours fait à base d'amandes et ne comporte jamais d'aucune sorte de farine ni miel. Cependant, d'autres variantes de mchewek existent, avec l'appellation de « faux mchewek ». Dans ces variantes, les amandes sont remplacées par des noix, des cacahuètes et même de la noix de coco et la farine et le miel sont utilisés.